# آلفرد سلمن
آلفرد سلمن (انگلیسی: Alfred Sellman؛ 1880 – ۱۹۳۵ (۵۴−۵۵ سال)) بازیکن فوتبال اهل بریتانیا بود.
از باشگاه‌هایی که در آن بازی کرده‌است می‌توان به باشگاه فوتبال بیرمنگام سیتی اشاره کرد.